# Катастрофа Vickers VC10 в Аддис-Абебе
Катастрофа Vickers VC10 в Аддис-Абебе — авиационная катастрофа, произошедшая во вторник 18 апреля 1972 года. Авиалайнер Vickers Super VC10-1154 авиакомпании East African Airways выполнял плановый межконтинентальный рейс EC-720 по маршруту Найроби—Аддис-Абеба—Рим—Лондон, но в момент вылета из Аддис-Абебы выкатился за пределы взлётной полосы и разрушился. Из находившихся на его борту 107 человек (96 пассажиров и 11 членов экипажа) погибли 43.

## Предшествующие обстоятельства
В 1965 году африканская авиакомпания East African Airways (совместное авиапредприятие Кении, Танзании и Уганды) искала новый реактивный самолёт, который должен был заменить на межконтинентальных рейсах лайнеры de Havilland Comet. Выбор был между американскими Boeing 707 и Douglas DC-8 и британским Vickers VC10; так как Великобритания согласилась оказать финансовую помощь, авиакомпания закономерно выбрала последний вариант. Новые самолёты относились к модели Super VC10-1154, имевшей увеличенную длину фюзеляжа, и отличались от аналогичных (в британских авиакомпаниях) наличием большой грузовой двери на левом борту. Всего в 1965 году изначально были заказаны три Vickers VC10 — первый (борт 5X-UVA) был зарегистрирован в Уганде, второй (борт 5H-MMT) в Кении, а третий (борт 5Y-ADA) в Танзании. К 1970 году East African Airways заказала ещё два Vickers VC10 — борта 5X-UVJ и 5H-MOG.

### Сведения о рейсе 720

#### Самолёт
Vickers Super VC10-1154 (регистрационный номер 5X-UVA, серийный 881), ставший первым из трёх первоначально заказанных, был выпущен в 1966 году (первый полёт совершил 3 сентября). 30 сентября того же года поступил в авиакомпанию East African Airways. Оснащён четырьмя турбореактивными двигателями Rolls-Royce Conway 550. На день катастрофы 5-летний авиалайнер налетал 18 586 часов.

#### Экипаж
Состав экипажа рейса EC-720 был таким:
- Командир воздушного судна (КВС) — 42-летний Джон П. Вэйл (англ. John P. Vale). Последнюю проверку на симуляторе Vickers VC10 проходил 14 апреля 1972 года и по её результатам получил оценку «Очень хорошо». По данным на 28 октября 1971 года налетал 8769 часов, 752 из них на Vickers Super VC10; за последние 30 дней налетал 31 час. Перед вылетом в Аддис-Абебу отдыхал 26 часов.
- Второй пилот — 26-летний Рональд П. Х. Ботто (англ. Ronald P. H. Botto). Последнюю проверку на симуляторе Vickers VC10 проходил 12 января 1972 года. По данным на 12 января 1972 года налетал 2744 часа, 640 из них на Vickers Super VC10; за последние 30 дней налетал 62 часа. Перед вылетом в Аддис-Абебу отдыхал 4 дня и 8 часов.
- Штурман — 45-летний Фрэнк Д. Макнэбб (англ. Frank D. MacNabb). Последнюю проверку на симуляторе Vickers VC10 проходил 24 марта 1972 года. По данным на 5 марта 1972 года налетал 20 653 часа. Перед вылетом в Аддис-Абебу отдыхал 7 дней.
- Бортинженер — 34-летний Брайан А. Х. Твист (англ. Brian A. H. Twist). Последнюю проверку на симуляторе Vickers VC10 по действиям в аварийных ситуациях проходил 5 января 1972 года и по её результатам получил оценку «Очень хорошо». По данным на 11 сентября 1971 года налетал 3577 часов, 1513 из них на Vickers Super VC-10. Перед вылетом в Аддис-Абебу отдыхал 5 дней и 22 часа.

В салоне самолёта работали 7 бортпроводников:
- Жосифарес Малоле (англ. Jociphares Malole) — старший бортпроводник,
- Пол Мвичиги (англ. Paul Mwicigi) — старший бортпроводник,
- Яэри Кагэзи (англ. Yaeri Kagezi) — старший бортпроводник,
- Мириам Фадхилл (англ. Miriam Fadhill),
- Бакамазе (англ. Bakamaze),
- Мванги (англ. Mwangi),
- Айиро (англ. Ayiro).

## Хронология событий
Vickers Super VC10-1154 борт 5X-UVA выполнял межконтинентальный пассажирский рейс EC-720 из Найроби в Лондон с промежуточными посадками в Аддис-Абебе и Риме. В 06:55 рейс 720 вылетел из Найроби (на его борту находились 132 человека — 121 пассажир и 11 членов экипажа) и в 08:23 благополучно приземлился на ВПП №07 аэропорта Хайле Селассие I в Аддис-Абебе, причём при пробеге была использована вся длина взлётной полосы. В Аддис-Абебе была выгружена часть груза и сошли 40 пассажиров, вместо которых сели 15 новых; экипаж остался без изменений, и теперь на борту рейса 720 находились 107 человек. Также в баки был долит 9641 галлон авиакеросина, поэтому общий запас авиатоплива на борту составлял 50 000 килограммов (позже 600 из них будут сожжены при рулении по аэропорту). Экипаж ошибочно определил вес 97 пассажиров как 6466 килограммов (вместо 6531 килограмма), а общий вес лайнера — 132 738 килограммов. На самом деле пассажиров на борту рейса 720 было 96, а фактически вес лайнера составлял 132 138 килограммов, то есть на 95 килограммов больше, но ниже максимально допустимого (135 800 килограммов); но эта разница между расчётным и фактическим весом была незначительной и по сути не сыграла роли в катастрофе.
На стоянке в Аддис-Абебе бортинженер при осмотре самолёта обратил внимание на утечку гидравлической жидкости из заднего колеса №1 на левой стойке шасси, но давление в гидросистеме при этом оставалось на нужном уровне, поэтому бортинженер посчитал, что самолёт может выполнить рейс до Лондона, где этот дефект будет устранён. Ни о каких других неисправностях не сообщалось. На небе в это время стояла переменная облачность с нижней границей 900 метров (отдельные облака — 750 метров), дул слабый южный ветер (170° 16 км/ч), температура воздуха составляла 21° C, видимость 7-10 километров.
В 09:21 пилоты получили разрешение на запуск двигателей, а в 09:27 рейс 720 начал движение к взлётной полосе №07 по восточному маршруту; авиадиспетчер при этом сообщил о ветре со скоростью 2,5 м/с переменного направления. В 09:32 с рейса 720 сообщили, что на полосе наблюдается большое число тушек птиц, и попросили убрать их, для этого в 09:35 была задействована пожарная машина с позывными «Аддис один» (англ. Addis One); лайнер тем временем выехал к началу ВПП №07 длиной 3700 метров и чуть отъехал от 60-метровой площадки в её торце. В 09:38:40 диспетчер «Аддис-Абеба—башня» дал разрешение на взлёт, что было подтверждено экипажем, после чего в 09:39:15 рейс EC-720 начал разбег по ВПП.
По свидетельствам очевидцев, самолёт до середины ВПП выполнял нормальный разбег, хотя двум пассажирам на борту показалось, что скорость набиралась относительно медленно. Однако спустя 51 секунду от начала разгона, когда авиалайнер проехал половину длины полосы и разогнался до 222-250 км/ч (точное значение не удалось определить из-за нечётких данных бортового самописца), неожиданно раздался громкий хлопок — взорвалась правая шина носовой стойки шасси. Самолёт сильно затрясся и словно потерял управление, при этом нос на мгновение едва приподнялся, но спустя всего 15 метров вновь опустился. При скорости около 296 км/ч экипаж перевёл двигатели в режим реверса, но рейс 720 продолжал мчаться по ВПП, чуть уклоняясь вправо. Из-под его колёс появился белый дым, когда раздался второй хлопок — взорвалась шина колеса №1 левой стойки шасси. Пилоты пытались выпрямить самолёт, чуть отвернув влево, из-за чего тот теперь двигался параллельно осевой линии. ВПП №07/25 не имела концевых полос безопасности, и когда на 76-й секунде от начала разгона самолёт на скорости около 125 км/ч выехал за пределы ВПП, он оказался на насыпи перед канавой и спуском в долину реки. На мгновение взлетев с края насыпи, лайнер врезался левой консолью крыла в стальную опору огней подхода. От удара консоль оторвалась, а вытекший из разорванного бака керосин воспламенился. Пробыв в воздухе всего пару секунд, в 60 метрах за торцом ВПП рейс EC-720 рухнул на землю на 10,6 метров ниже уровня аэродрома и разрушился на три части.
В 09:40:23 экипаж пожарной машины «Аддис один» получил сообщение о катастрофе и сразу направился к её месту. 50 тонн керосина, вытекшие из разорванных баков, вызвали обширный пожар, в ликвидации которого, помимо служб аэропорта, приняли участие и городские пожарные. Пассажиры на борту лайнера фактически спасались самостоятельно, либо благодаря помощи других пассажиров. многие из которых позже погибли. Эвакуация преимущественно происходила через разломы фюзеляжа, при этом выбравшиеся на левую сторону неожиданно для себя оказывались перед ограждением аэропорта из колючей проволоки, в связи с чем были вынуждены спускаться по склону около бушующего рядом пламени; из-за этого по меньшей мере 10 человек попали в огненную ловушку.
В катастрофе погибли 43 человека — 8 членов экипажа (все 4 пилота и 4 бортпроводника) и 35 пассажиров. Выжили 64 человека — 3 члена экипажа (бортпроводники Мвичиги, Кагэзи и Фадхилл) и 61 пассажир; 2 бортпроводника (Мвчиги и Кагэзи) и 13 пассажиров получили ранения различной степени тяжести, а остальные относительно не пострадали.

## Расследование
Расследование причин катастрофы рейса EC-720 проводило Управление гражданской авиации Эфиопии (англ. Civil Aviation Administration, CAA).

### Изучение ВПП
Согласно тормозным следам на поверхности полосы, колесо на носовой стойке шасси разрушилось на удалении 2159 метров от начального торца. При этом в самом начале тормозного следа была найдена упорная пластина размерами 4×8 сантиметров, которую впечатало в асфальтовое покрытие на 2,3 сантиметра; проверка остатков шины правого носового колеса разбившегося самолёта обнаружила разрез, который совпал с профилем найденной пластины. Как было установлено, найденная деталь применялась на легкомоторных самолётах в качестве упора под домкрат, при этом закрепляя на стойке шасси; пластина упала со стойки шасси легкомоторного самолёта Cessna 185, взлетевшего с ВПП №07 в 04:55, за 4,5 часа до катастрофы. Пластина была очень небольшой и потому её просто никто не заметил. Спустя 333 метра от начала тормозного следа носовой стойки шасси появился ещё один тормозной след — от основного шасси, причём первые 68 метров след был слабым, но затем стал толстым — началось разрушение колёс.

### Техническое состояние самолёта
Согласно расчётам, после принятия экипажем решения о прекращении взлёта, самолёт при текущих условиях должен был успеть остановиться в пределах длины ВПП, но вместо этого он выкатился с неё на большой скорости. Все четыре двигателя в момент катастрофы работали нормально, а реверсы двигателей №1 и №4 находились в рабочем положении. В итоге следователи сосредоточили внимание на тормозной системе колёс.
Все 8 тормозов колёс основного шасси были в рабочем состоянии, но лишь 5 из них выдавали максимальный тормозной эффект — 42 000 000 фунтов-силы. Между тем 3 тормоза имели тормозной эффект гораздо ниже, из-за чего общий тормозной эффект составлял всего 70% от максимального; тормоз переднего колеса №4 развивал момент всего 29 000 000 фунтов-силы, причиной чего, как оказалось, была неправильная сборка узла ограничителя, что и привело к запаздыванию срабатывания тормоза. Но серьёзнее проблема была с тормозами задних колёс №1 и №2, у каждого из которых тормозной момент был ниже 19 000 000 фунтов-силы.
Как было установлено, 5 апреля 1972 года была замечена утечка из гидросистемы по оси заднего колеса №1 левой стойки шасси, в связи с чем была выполнена замена передаточной гидромуфты с узлами антиблокировочной системы (АБС) данного колеса. Но уже через 2 дня (7 апреля) при посадке после нажатия на педаль тормоза произошёл взрыв данного колеса; причиной данного случая посчитали дефект в заднем блоке АБС колеса, и поэтому его заменили. После этого случая больше никаких записей о каких-либо изменениях в этой части тормозной системы не было.
После катастрофы следователи изучили тормоза задних колёс №1 и №2 и обнаружили, что у первого тормоза сервопривод был установлен задом-наперёд, в результате чего уже в начале торможения колесо оказалось заклинено, а затем разрушилось. В свою очередь в тормозной системе заднего второго колеса между гидромуфтами было неправильно поставлено резиновое кольцо. Тормозные системы обоих колёс взаимосвязаны, и блокировка колеса №1 привела бы к тому, что тормозная жидкость из этой системы должна была сброситься через систему колеса №2, но вместо этого произошла блокировка обоих колёс. Точную причину блокировки сразу обоих колёс определить не удалось, так как не все компоненты их тормозов удалось восстановить.

### Окончательный отчёт расследования
Окончательный отчёт расследования был опубликован 1 февраля 1973 года.
Согласно отчёту, причиной катастрофы стала частичная потеря тормозного усилия, вызванная неправильной сборкой отдельных компонентов тормозной системы, в результате чего после правильного принятия решения о прерывании взлёта самолёт не смог остановиться в пределах оставшегося запаса длины взлётной полосы.